# 埃普瓦斯
埃普瓦斯（法語：Époisses，法語發音：[epwas] ⓘ）是法国科多尔省的一个市镇，属于蒙巴尔区。

## 地理
埃普瓦斯（47°30'25"N, 4°10'25"E）面积21.72 平方千米，位于法国勃艮第-弗朗什-孔泰大區科多尔省，该省份为法国中东部省份，北起奥布省，西接涅夫勒省和约讷省，南至索恩-卢瓦尔省，东南接汝拉省，东临上索恩省，东北部与上马恩省接壤。
与埃普瓦斯接壤的市镇（或旧市镇、城区）包括：科尔桑、托尔西和普利尼、图特里、维约堡、科龙布勒、福尔莱昂、蒙贝尔托、吉永泰尔普莱讷。
埃普瓦斯的时区为UTC+01:00、UTC+02:00（夏令时）。

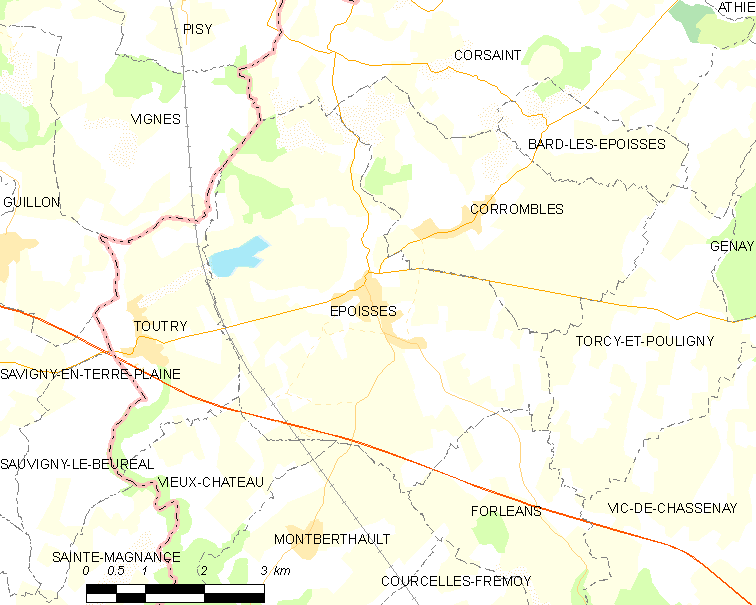
埃普瓦斯的OSM定位图

## 行政
埃普瓦斯的邮政编码为21460，INSEE市镇编码为21247。

## 政治
埃普瓦斯所属的省级选区为欧苏瓦地区瑟米尔县。

## 人口

1962-2008年间埃普瓦斯人口变化图示

埃普瓦斯于2022年1月1日时的人口数量为724人。